# Odontodrassus
Odontodrassus es un género de arañas araneomorfas de la familia Gnaphosidae. Se encuentra en Asia y África. 

## Lista de especies
Según The World Spider Catalog 12.0:
- Odontodrassus aphanes (Thorell, 1897)
- Odontodrassus aravaensis Levy, 1999
- Odontodrassus bicolor Jézéquel, 1965
- Odontodrassus hondoensis (Saito, 1939)
- Odontodrassus mundulus (O. Pickard-Cambridge, 1872)
- Odontodrassus muralis Deeleman-Reinhold, 2001
- Odontodrassus nigritibialis Jézéquel, 1965
- Odontodrassus yunnanensis (Schenkel, 1963)

## Publication originale
- Jézéquel, 1965: Araignées de la savane de Singrobo (Côte d'Ivoire). IV. Drassidae. Bull. Mus. natn. Hist. nat. Paris, vol.37, p.294-307.